# Renault Sport Spider
Renault Sport Spider, інакше відомий як Renault Spider — родстер французької компанії Renault, що випускався підрозділом Renault Sport у період з 1996 по 1999 роки. Був доступний у 2 дорожніх версіях (з вітровим склом і без нього), а також спеціальному гоночному варіанті Renault Sport Spider Trophy.

## Історія

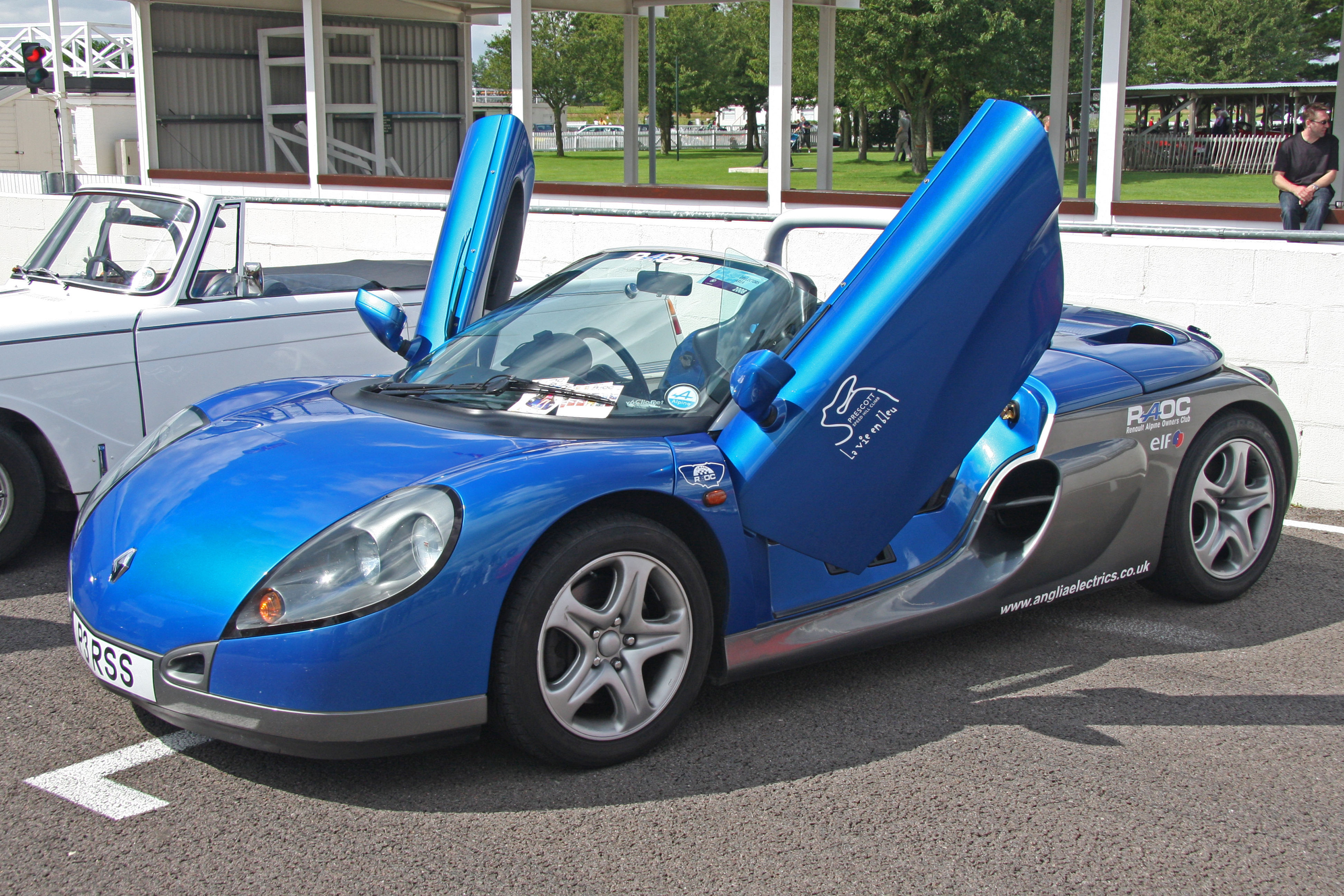
Renault Sport Spider з дверима "крило метелика"

На початку 1990-х команда Williams Renault домінувала в чемпіонаті Формули-1, і успіхи в автоспорті повинні були слугувати хорошою рекламою для французького виробника. Коли стало зрозуміло, що обсяг продажів Alpine, яка спеціалізувалась на спорткарах, не відповідають очікуванням, у Renault вирішили сфокусуватися на випуску власних спортивних автомобілів. Однією з перших моделей із позначкою RS (Renault Sport) мав стати Spider, який продовжував традиції безкомпромісного дизайну Alpine (стилістика передніх фар навіяна моделями Alpine A210 і Alpine A220) і виготовлявся на тому самому заводі. Він був розроблений у дещо новій для марки формі родстера (в деяких країнах Європи часто використовується слово "спайдер").
Подібна ідея виникла у Renault ще наприкінці 1980-х, набувши окреслених форм у вигляді концепт-кара Renault Laguna, представленого на Паризькому автосалоні 1990 року. Це був відкритий автомобіль без даху та вітрового скла, з мінімалістичним дизайном і дверима типу "крило метелика". Spider теж задумувався у найкращих традиціях спортивного родстера: спеціальний обтікач замість вітрового скла, глибокі крісла та дуга безпеки позаду сидінь. У нього не було підсилювача керма, АБС або кондиціонера. З метою здешевлення виробництва планувалось випустити як гоночну, так і дорожню версію машини. Перші прототипи проекту W94, розроблені за участі Nogaro Technologies, були готові до середини 1994 року, презентація відбулась на Женевському автосалоні наступного року. Серійні машини почали збирати у грудні 1995-го на фабриці у Дьєпі, Верхня Нормандія.

## Характеристики
Розроблений з самого початку, як автомобіль для водія, Renault Sport Spider мав непогані характеристики завдяки поєднанню низької ваги і достатньої потужності. Алюмінієве шасі виготовлялось у Данії, все інше включно з кузовами із композитного пластику, збирали в Дьепі. Розташований поперечно перед задньою віссю, двигун був прямо поєднаний із коробкою передач і закріплений на вільно рухомих шарнірах, що давало змогу загасити взаємні коливання мотора та шасі. Дволітровий F7R як на Renault Clio Williams потужністю 150 к.с. (110 кВт) швидко розганяв легку машину. Конструкцією моделі не передбачались дах і бокове скло, проте зручно регулювалося положення важелів і сидінь. Як додаткові опції були доступні подушка безпеки для водія, радіо, багажник на 30 кг, спеціальні колесні диски та тент від дощу (лише для модифікації з вітровим склом). Цікавим рішенням було використання бічних дверей типу "крило метелика". Модель пропонувалась у 4 кольорових варіантах: жовтому, червоному, синьому та титановому сірому.

## Модифікації

### Renault Sport Spider "saute-vent"

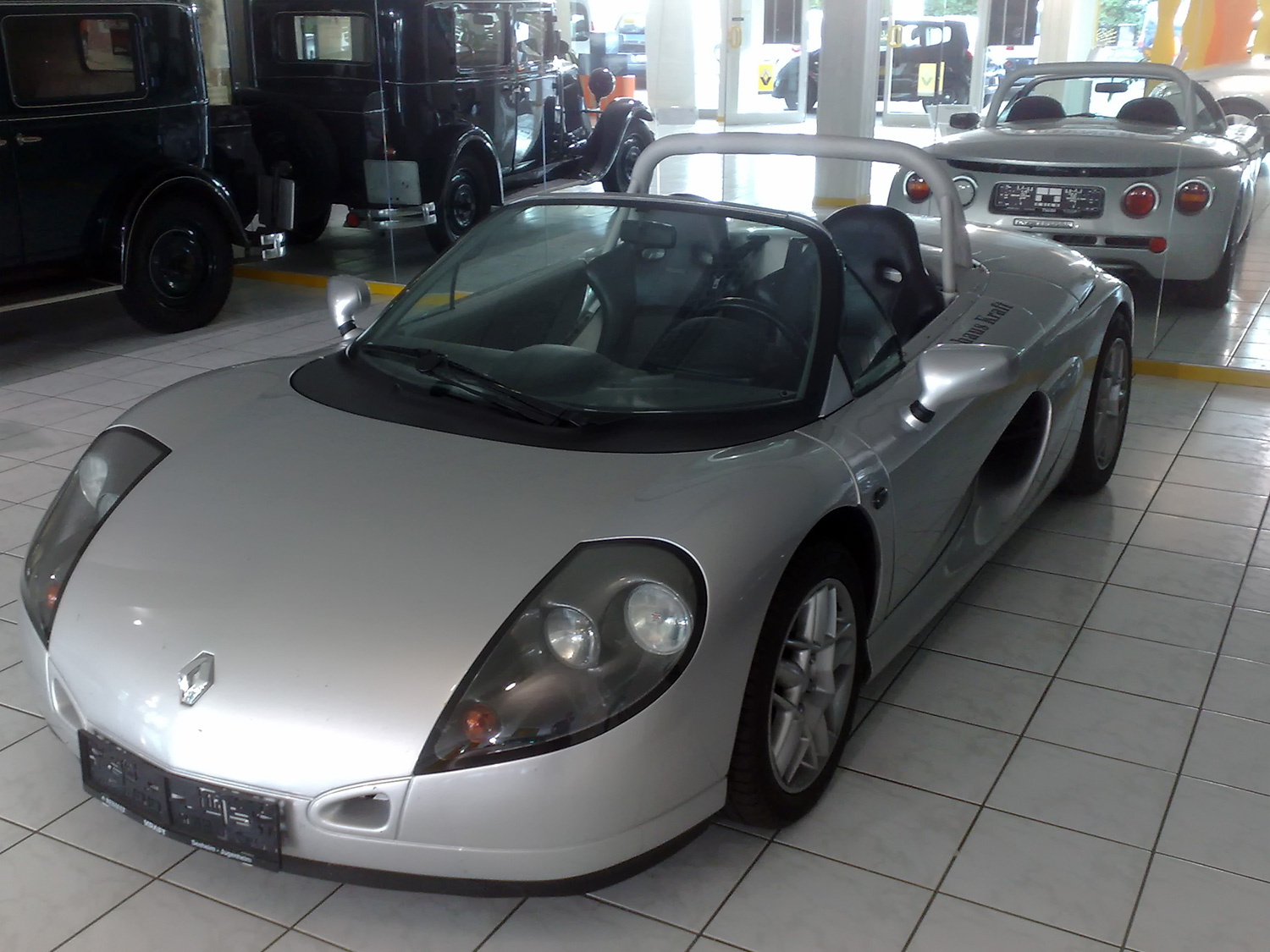
Renault Sport Spider (1996—1999)

Перший Renault Sport Spider під назвою "saute-vent" (відкритий для вітру), що випускався з грудня 1995 по грудень 1999 року, мав будову справжнього "спайдера". Він оснащувався особливим повітряним обтікачем, через що пасажири повинні були носити спеціальні шоломи. Маса автомобіля становила 930 кг, відношення ваги до потужності 6,2 кг на 1 к.с., розгін від 0 до 100 км/год за 6,9 с, максимальна швидкість на позначці 213 км/год, витрата пального в змішаному циклі - 8 л на 100 км. Ціна дорівнювала 199 500 франкам.

### Renault Sport Spider "pare-brise"
Друга версія, що виходила з грудня 1996 по грудень 1999 року, була не такою екстравагантною. Вона мала повноцінне лобове скло, через що отримала приставку "pare-brise" (захищений від вітру). Вага зросла до 965 кг, розгінна динаміка склала 7,2 с до сотні, а максимальна швидкість - 204 км/год. Корисною функцією стала наявність обігріву салону. Порівняно з попередньою дана версія виявилась набагато популярнішою (80% проданих екземплярів склала саме "pare-brise"). Загалом ворота колишньої фабрики фабрики Alpine у Дьепі залишило 1726 машин (з яких 80 гоночних версій, побудованих для участі в чемпіонаті Spider Trophy). Більшість із них було продано у Франції та Німеччині.

### Renault Sport Spider Trophy

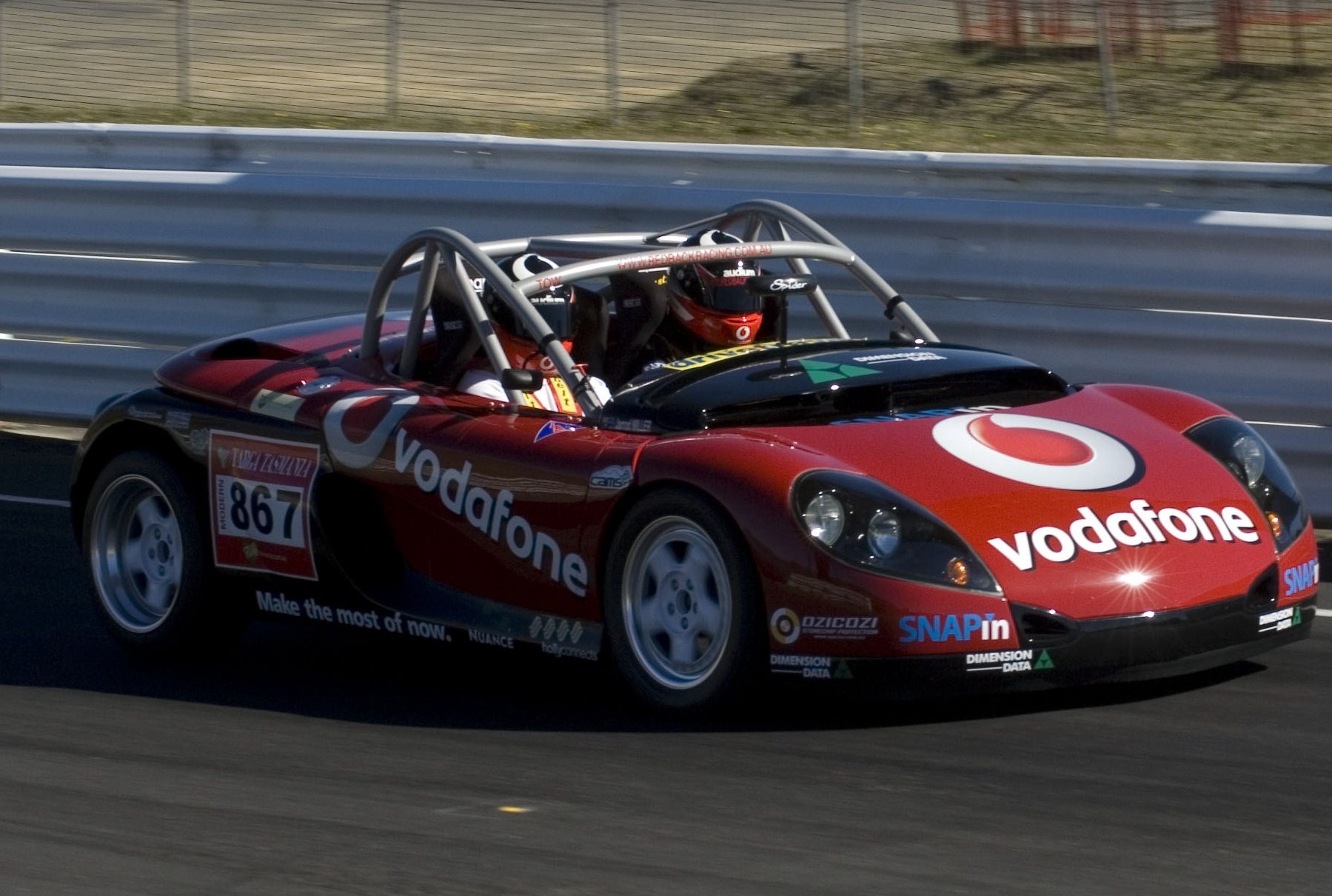
Версія Renault Sport Spider Trophy

Із самого початку Spider повинен був стати основою для одного з так званих кузовних монокубків, які Renault проводив ще з 80-х років. Спеціальний варінт Spider Trophy Edition був спроектований і побудований для цієї мети, з двигуном більшої потужності у 180 кінських сил (134 кВт). Подібні змагання проводилися як базова серія для більших турингових чемпіонатів на зразок British Touring Car Championship, який протягом дев'яностих років був основним національним чемпіонатом з водіями й автомобільними брендами з усього світу. Дебютний для Великої Британії Spider Cup запам'ятався завдяки Джейсону Плато, який виграв 11 з 14 гонок на Spider Trophy. Вже у наступному, 1999 році Енді Пріоль на такій самій машині побив рекорд Плато з восьми поспіль перемог, взявши 13 перших місць у всіх 13 гонках. Він також кваліфікувався в кожній з них на поул-позиції.

#### Технічні специфікації
- Двигун: 210 к.с. на 6000 об/хв (143,9 кВт), момент 184,4 Н·м на 4500 об/хв
- Червона зона:	6800 об/хв
- Вага:	854 кг
- Передні гальма: 300 мм, передні колеса 40,6 × 20,3 см, шини 205/50VR-16
- Задні гальма:	310 мм, задні колеса 40,6 × 22,9 см, шини 225/50VR-16
- Трансмісія: 6-ступенева секвентальна Sadev
- Максимальна швидкість: 251 км/год, 0–100 км/год ~5,8 с

На зміну моделі Spider прийшла Clio RS (1998). На платформі Renault Sport Spider були також побудовані концепт-кари Renault Fiftie (1996) і Renault Zo (1998).